# Beatrix Klein
Beatrix Klein, właśc. Beatrix Klein-Szalay (ur. 19 stycznia 1953) – węgierska tenisistka i trenerka, reprezentantka kraju w Pucharze Federacji.

## Kariera tenisowa
W latach 1973–1974 była mistrzynią Węgier w grze podwójnej kobiet, natomiast w 1976 roku została mistrzynią w grze pojedynczej. W 1973 roku zdobyła tytuł wicemistrzowski w deblu podczas międzynarodowych mistrzostw Polski w tenisie.
Brała udział w zawodach wielkoszlemowych podczas French Open i US Open w konkurencjach singla, debla oraz miksta.
W latach 1975–1976 reprezentowała kraj w rozgrywkach o Puchar Federacji. Rozegrała łącznie dziesięć meczów, z czego siedem wygrała.
Po zakończeniu kariery została trenerką tenisową.